# Jonas Therkelsen
Jonas Therkelsen, né le 5 mai 2003 en Norvège, est un footballeur norvégien, qui évolue au poste de milieu central au Kieler SV Holstein.

## Biographie

### En club
Né en Norvège, Jonas Therkelsen est notamment formé par le Strømsgodset IF, où il commence sa carrière professionnelle.
Il joue son premier match en professionnel le 1er octobre 2022, lors d'une rencontre d'Eliteserien, l'élite du football norvégien, contre le Vålerenga Fotball. Il entre en jeu et son équipe est battue par quatre buts à zéro.
Le 7 octobre 2022, Therkelsen signe son premier contrat professionnel avec le Strømsgodset IF.
Le 31 mars 2023, Jonas Therkelsen prolonge son contrat avec le Strømsgodset IF, d'une durée de trois ans, soit jusqu'en décembre 2027.
Le 26 mai 2024, Therkelsen marque deux buts lors d'une rencontre de championnat face au Sarpsborg 08 FF. Il s'agit du premier doublé de sa carrière et il permet à son équipe de s'imposer par trois buts à un.

### En sélection
Jonas Therkelsen joue son premier match avec l'équipe de Norvège espoirs le 15 juin 2023, lors d'un match amical contre l'Écosse. Il est titularisé et les deux équipes se neutralisent (0-0 score final),.